# Chặng đua GP Styria 2021
Chặng đua GP Styria 2021 (tên chính thức Formula 1 BWT Großer Preis der Steiermark 2021) là chặng đua thứ tám của Giải đua xe Công thức 1 2021. Chặng đua diễn ra từ ngày 25 đến ngày 27 tháng 06 năm 2021 ở trường đua Red Bull Ring, Áo. Người chiến thắng là Max Verstappen của đội đua Red Bull Racing.

## Bối cảnh
Đây là chặng đua được bổ sung vào lịch thi đấu do các chặng đua GP Canada rồi đến GP Thổ Nhĩ Kỳ lần lượt bị hủy vì đại dịch Covid-19. Đây cũng là chặng đua đầu tiên trong số hai chặng đua liên tiếp được tổ chức ở trường đua Red Bull Ring.

## Diễn biến chính
Max Verstappen giành pole và đã dễ dàng có được chiến thắng. Về nhì và ba là hai tay đua của đội Mercedes Lewis Hamilton và Valtteri Bottas.
Ở nhóm sau, Charles Leclerc có tình huống đụng độ với Pierre Gasly ở pha xuất phát. Gasly sau đó lại có va chạm với một tay đua khác nên phải bỏ cuộc ngay từ vòng 1. Leclerc cũng bị tụt vị trí rất sâu nhưng có thể vượt rất nhiều tay đua để cán đích ở vị trí thứ 7.
Trên bảng xếp hạng tổng, Verstappen-156 điểm gia tăng khoảng cách với Hamilton lên thành 18 điểm.

## Kết quả
| Stt                                                        | Số xe | Tay đua            | Đội đua                   | Lap | Thời gian   | Xuất phát | Điểm |
| ---------------------------------------------------------- | ----- | ------------------ | ------------------------- | --- | ----------- | --------- | ---- |
| 1                                                          | 33    | Max Verstappen     | Red Bull Racing-Honda     | 71  | 1:22:18.925 | 1         | 25   |
| 2                                                          | 44    | Lewis Hamilton     | Mercedes                  | 71  | +35.743     | 2         | 19   |
| 3                                                          | 77    | Valtteri Bottas    | Mercedes                  | 71  | +46.907     | 5         | 15   |
| 4                                                          | 11    | Sergio Pérez       | Red Bull Racing-Honda     | 71  | +47.434     | 4         | 12   |
| 5                                                          | 4     | Lando Norris       | McLaren-Mercedes          | 70  | +1 lap      | 3         | 10   |
| 6                                                          | 55    | Carlos Sainz Jr.   | Ferrari                   | 70  | +1 lap      | 12        | 8    |
| 7                                                          | 16    | Charles Leclerc    | Ferrari                   | 70  | +1 lap      | 7         | 6    |
| 8                                                          | 18    | Lance Stroll       | Aston Martin-Mercedes     | 70  | +1 lap      | 9         | 4    |
| 9                                                          | 14    | Fernando Alonso    | Alpine-Renault            | 70  | +1 lap      | 8         | 2    |
| 10                                                         | 22    | Yuki Tsunoda       | AlphaTauri-Honda          | 70  | +1 lap      | 11        | 1    |
| 11                                                         | 7     | Kimi Räikkönen     | Alfa Romeo Racing-Ferrari | 70  | +1 lap      | 18        |      |
| 12                                                         | 5     | Sebastian Vettel   | Aston Martin-Mercedes     | 70  | +1 lap      | 14        |      |
| 13                                                         | 3     | Daniel Ricciardo   | McLaren-Mercedes          | 70  | +1 lap      | 13        |      |
| 14                                                         | 31    | Esteban Ocon       | Alpine-Renault            | 70  | +1 lap      | 17        |      |
| 15                                                         | 99    | Antonio Giovinazzi | Alfa Romeo Racing-Ferrari | 70  | +1 lap      | 15        |      |
| 16                                                         | 47    | Mick Schumacher    | Haas-Ferrari              | 69  | +2 laps     | 19        |      |
| 17                                                         | 6     | Nicholas Latifi    | Williams-Mercedes         | 68  | +3 laps     | 16        |      |
| 18                                                         | 9     | Nikita Mazepin     | Haas-Ferrari              | 68  | +3 laps     | 20        |      |
| Ret                                                        | 63    | George Russell     | Williams-Mercedes         | 36  | Động cơ     | 10        |      |
| Ret                                                        | 10    | Pierre Gasly       | AlphaTauri-Honda          | 1   | Va chạm     | 6         |      |
| Fastest lap: Lewis Hamilton (Mercedes) – 1:07.058 (lap 71) |       |                    |                           |     |             |           |      |

Nguồn: Trang chủ Formula1

## Bảng xếp hạng sau chặng đua
(Chỉ liệt kê top 5 tay đua và đội đua)
|           | Stt | Tay đua         | Điểm |
| --------- | --- | --------------- | ---- |
| Unchanged | 1   | Max Verstappen  | 156  |
| Unchanged | 2   | Lewis Hamilton  | 138  |
| Unchanged | 3   | Sergio Pérez    | 96   |
| Unchanged | 4   | Lando Norris    | 86   |
| Unchanged | 5   | Valtteri Bottas | 74   |
| Nguồn:    |     |                 |      |

|           | Stt | Đội đua               | Điểm |
| --------- | --- | --------------------- | ---- |
| Unchanged | 1   | Red Bull Racing-Honda | 252  |
| Unchanged | 2   | Mercedes              | 212  |
| Unchanged | 3   | McLaren-Mercedes      | 120  |
| Unchanged | 4   | Ferrari               | 108  |
| Unchanged | 5   | AlphaTauri-Honda      | 46   |
| Nguồn:    |     |                       |      |